# Rezerwat przyrody Borki
Rezerwat przyrody Borki – leśny rezerwat przyrody położony w województwie warmińsko-mazurskim w gminie Kruklanki (powiat giżycki) oraz w gminie Kowale Oleckie (powiat olecki). Stanowi centralną część Puszczy Boreckiej w nadleśnictwach Borki i Czerwony Dwór. Został utworzony w 1958 roku na powierzchni 232,0 ha. W 2015 roku powiększono go do 440,22 ha. Dominują grądy grabowo-lipowe z domieszką dębu, klonu, świerku i wiązu, występuje tu również pojedynczo cis.
Celem ochrony rezerwatu jest zachowanie naturalnych zbiorowisk leśnych charakterystycznych dla Puszczy Boreckiej i związanych z nimi gatunków fauny i flory, w szczególności:

## Fauna
- żubr
- muchołówka białoszyja
- dzięcioł białogrzbiety

## Flora
- granicznik płucnik[2]
- nasięźrzał pospolity
- pióropusznik strusi
- tajęża jednostronna
- jeżogłówka najmniejsza
- gnieźnik leśny
- sit torfowy
- czosnek niedźwiedzi
- miesiącznica trwała
- skalnica torfowiskowa
- lilia złotogłów
- wawrzynek wilczełyko